# Pohoří krále Leopolda
Pohoří krále Leopolda (anglicky King Leopold Ranges), nově nazývané Wunaamin Miliwundi (anglicky Wunaamin Miliwundi Ranges),
se nachází na severozápadě Austrálie, v australském státě Západní Austrálie. Pohoří je spíše vrchovinou, průměrná nadmořská výška je 600 m. Nejvyšší bod Mount Wells má 983 m, k dalším nejvyšším vrcholům náleží Mount Ord (936 m) a Mount Broome (927 m).

## Geografie
Pohoří se rozkládá od severozápadu k jihovýchodu v délce okolo 570 km a zaujímá plochu 30 800 km2.
Pohoří krále Leopolda tvoří jižní hranici Kimberleyské plošiny.